# Международные экзамены по английскому языку
Международные экзамены по английскому языку позволяют определить уровень владения английским языком тех, для кого он не является родным. В Европе используются Общеевропейские компетенции владения иностранным языком, а также шкала, разрабатываемая и продвигаемая ассоциацией ALTE (Association of Language Testers in Europe).

## Основные экзамены
Наиболее популярными являются TOEFL, IELTS а также группа экзаменов, называемых Кембриджскими: FCE, CAE (Certificate in Advanced English), CPE (Certificate of Proficiency in English). Также популярен Business English Certificate (BEC) — серия экзаменов на знание делового английского.

## Подготовка к экзаменам
Подготовительные курсы для иностранных абитуриентов организуют как сами университеты и колледжи, так и школы английского языка. В большинстве зарубежных вузов администрация, заботясь о престиже учебного заведения, предпочитает отбирать среди иностранных претендентов наиболее перспективных, а затем целенаправленно готовить их к учёбе именно в этом ВУЗе с помощью собственных преподавателей и образовательных технологий. 
Результат — впечатляющее разнообразие вариантов довузовской подготовки: Access Courses, Pre-Sessional English Language Courses, Foundation, International Foundation Year, University Preparation Program, Study Year Abroad и т. д. Сюда же можно отнести программы, дающие иностранцу возможность в обычный срок (два года) или в ускоренный (год-полтора) получить школьный аттестат той страны, где он предполагает учиться, то есть британский сертификат A-Levels, ирландский Leaving Certificate, High School Diploma — школьный аттестат в США и Канаде или международный International Baccalaureate.